# Micipsa
Micipsa (berberisch ⵎⵉⵙⵉⴱⵙⴰ Misibsa; † 118 v. Chr., punisch und numidisch mkwsn, altgriechisch Μικίψας) war von 148 v. Chr. bis zu seinem Tod König der numidischen Massylier.
Er wurde als ältester Sohn des Massinissa dessen Nachfolger, musste aber auf Druck des römischen Feldherrn Scipio Aemilianus seine Brüder Gulussa und Mastanabal an der Regierung beteiligen. Das Bündnis zwischen Numidien und der Römischen Republik blieb weiterhin bestehen, und Micipsa unterstützte die Römer im 3. Punischen Krieg gegen Karthago, im Kampf gegen Viriathus und gegen Numantia. Nach dem Tod seiner Brüder hatte er die Herrschaft allein inne.

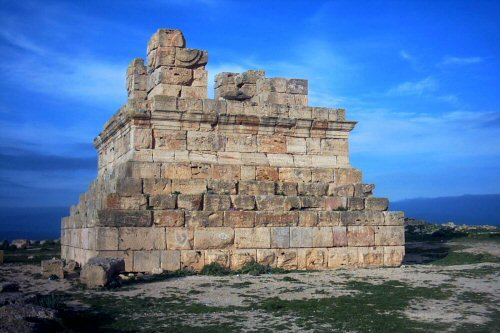
Micipsas Grabstätte

Heute nimmt man überwiegend an, dass sich das Grab von Micipsa in Es Soumâa bei El Chroub befindet. Das Grab wurde früher Massinissa zugeschrieben.
Nachrichten über Micipsa und seine Herrschaft finden sich in verstreuten Quellen, unter anderem bei Appian, Sallust und Plutarch. Außerdem gibt es von ihm geprägte Münzen sowie eine in punischer Sprache verfasste Ehreninschrift in Caesarea Mauretaniae/Iol (jetzt Cherchell im heutigen Algerien).
Nach seinem Tod sollten seine Söhne Adherbal und Hiempsal sowie sein Neffe Jugurtha, den er adoptiert hatte, gleichzeitig Nachfolger werden und Numidien in drei Herrschaftsgebiete teilen. Bei Verhandlungen ließ jedoch Jugurtha Hiempsal ermorden, Adherbal konnte fliehen. 116 v. Chr. stimmte Rom einer Teilung Numidiens zwischen Jugurtha und Adherbal zu, der Friede war jedoch nicht von langer Dauer.